# Viola corralensis
Viola corralensis är en violväxtart som beskrevs av Rodolfo Amando Philippi. Viola corralensis ingår i släktet violer, och familjen violväxter. Inga underarter finns listade i Catalogue of Life.